# Allium sieheanum
Allium sieheanum — вид трав'янистих рослин родини амарилісові (Amaryllidaceae), ендемік Туреччини.

## Опис
Цибулина яйцеподібно-довгаста, діаметром 0.8–1.2 см; зовнішні оболонки чорнуваті, остаточно розщеплюючись на волокна. Стебло 15–25 см, дещо пурпурове, з листками в нижній частині. Листки 1.5–2 мм завширшки, сплюснуті або напівциліндричні, м'ясисті, коротші ніж стебло. Зонтик гіллясто-півсферичний, діаметром 1.2–2.5 см, нещільний. Оцвітина циліндрично-дзвоноподібна, сегменти рожеві або яскраво-багрянисто-рожеві з багровою серединною жилкою, 4–5 мм, має закруглений кінець, тупа. Пиляки жовті. Коробочка неправильно-куляста, 3.54 мм, коротша за оцвітину.

## Поширення
Поширений у центральній Туреччині.
Трапляється в степу, на луках і в солончаках.